# Obrezivanje Isusa
Obrezivanje Isusa je događaj u životu Isusa Krista koji opisuje Luka u svom evanđelju.
Osmi dan nakon njegovog rođenja tradicionalno se smatra 1. siječnja. To se poklapa s židovskim zakonom prema kojem se dječaci trebaju obrezivati osmi dan nakon rođenja tijekom ceremonije brit milah, na kojoj im se također daje ime. Obrezivanje Krista postala je vrlo česta tema u kršćanskoj umjetnosti od 10. stoljeća nadalje te je jedan od brojnih događaja u Kristovom životu koji su često prikazivani od strane umjetnika.
Taj dan se u Katoličkoj Crkvi prestao slaviti poslije reforma Drugog vatikanskog sabora, te se danas slavi kao svetkovina Marije-Bogorodice. Kroz povijest su se pojavili mnogi koji su tvrdili da posjeduju sveti Prepucij tj. kožicu Isusa.